# شاهین‌تپه (کاهتا)
شاهین‌تپه (به ترکی استانبولی: Şahintepe) (به کردی: Bıldiyan) یک منطقهٔ مسکونی در ترکیه است که در کاهتا واقع شده‌است.